# Santa Llúcia de Puigmal
Santa Llúcia de Puigmal és una església romànica de Sant Joan de les Abadesses (Ripollès) inclosa a l'Inventari del Patrimoni Arquitectònic de Catalunya.

## Descripció
L'edificació actual consta d'una sola nau, de planta rectangular, ampliada i amb un absis semicircular, coberta amb volta de canó seguit i de quart d'esfera, respectivament. L'absis és llis, sense arcuacions, amb una finestra de doble esqueixada centrada, una cornisa senzilla i un sòcol que continua vist a la façana de tramuntana. La porta i una finestra de doble esqueixada queden a la façana de migjorn. L'aparell és fet de carreus i carreuons de mides diferents, segons els panys de paret, però tot i així, es manté una certa unitat constructiva, llevat del campanar d'espadanya i del cos de l'extrem de ponent de la nau, que són de maçoneria. A conseqüència de la restauració, l'estat actual de l'antiga església parroquial de Santa Llúcia de Puigmal és òptim. L'ermita està dedicada a la màrtir santa Llúcia, protectora de la vista, i té uns goigs dedicats que canten: "Puix per gràcia celestial sou dels ulls conservadora, siau nostra protectora, Santa Llúcia de Puigmal."

## Història
La primera notícia referent a aquesta església és del 913. Anteriorment, i concretament l'any 890, en un document referent al monestir de Ripoll, és citat el topònim de "Pojomalo", però creiem que aquest es refereix a l'ermita de Sant Vicenç de Puigmal, edifici actualment sense culte a la Parròquia de Ripoll. L'any 1167, Pere de Redorta, bisbe de Vic, va tornar a consagrar l'església que ha arribat fins als nostres dies. Durant el segle xv, Santa Llúcia de Puigmal perdé la seva independència parroquial i passà a ser sufragània de l'església de Sant Joan de Vallfogona. A les darreries del segle xix passà a dependre de l'església de Sant Joan de les Abadesses.